# جوني وليامز (عازف جاز)
جوني وليامز (بالإنجليزية: Johnny Williams)‏ هو عازف جاز أمريكي، ولد في 15 نوفمبر 1905 في وترتاون في الولايات المتحدة، وتوفي في 1984 في لوس أنجلوس في الولايات المتحدة بسبب مرض.